# Nucula hanleyi
Nucula hanleyi är en musselart som först beskrevs av Winkworth 1931.  Nucula hanleyi ingår i släktet Nucula och familjen nötmusslor. Arten är reproducerande i Sverige. Inga underarter finns listade i Catalogue of Life.